# Sophie von La Roche

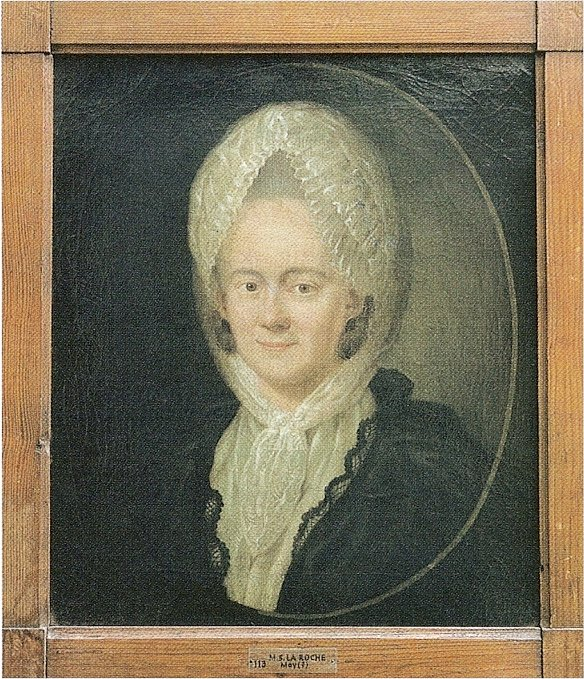
Sophie von La Roche. Porträtt av Georg Oswald May, 1778.

Marie Sophie von La Roche, född Gutermann von Gutershofen 6 december 1730 i Kaufbeuren, död 18 februari 1807 i Offenbach am Main, var en tysk författarinna.

## Familj
Sophie Gutermann von Gutershofen var först förlovad med Christoph Martin Wieland, men gifte sig 1753 med Georg von La Roche. De fick åtta barn, bland dem Maximiliane von La Roche som kom att bli mor till författarna Bettina von Arnim och Clemens Brentano.